# Cycle 6 de Pokémon
Pour des articles plus généraux, voir Pokémon, la série et Liste des épisodes de Pokémon.
Chronologie
Cycle 5 Cycle 7
Le sixième cycle de la série télévisée Pokémon, également nommé Pokémon Sun & Moon en Occident, regroupe les saisons 20 à 22 de cet anime, adaptées des jeux vidéo Pokémon Soleil et Lune et Pokémon Ultra-Soleil et Ultra-Lune et diffusées au Japon depuis le 17 novembre 2016. Ce cycle narre les aventures de Sacha à travers Alola.

## Découpage
Le sixième cycle est composé de trois saisons :
- Saison 20 : Soleil et Lune : 43 épisodes
- Saison 21 : Soleil et Lune : Ultra-Aventures : 49 épisodes[N 1]
- Saison 22 : Soleil et Lune - Ultra-Légendes : 54 épisodes

## Personnages
- Sacha
- Barbara
- Lilie
- Kiawe
- Néphie
- Chrys
- Motisma-Dex

## Liste des épisodes
- Épisode supprimé
- Épisode annulé
- Épisode décalé
- Épisode ajouté

### Soleil et Lune
| No  | Titre français                                   | Titre japonais                                     | Titre japonais                                             | Date de 1re diffusion |
| No  | Titre français                                   | Kanji                                              | Rōmaji                                                     | Date de 1re diffusion |
| --- | ------------------------------------------------ | -------------------------------------------------- | ---------------------------------------------------------- | --------------------- |
| 940 | Alola pour de nouvelles aventures !              | アローラ！はじめての島、はじめてのポケモンたち！！ | Alola! Hajimete no shima, hajimete no Pokémon-tachi!!      | 17 novembre 2016      |
| 941 | Le défi du Gardien !                             | 守り神カプ・コケコ登場！挑戦、オレたちのZワザ！！  | Mamorigami Kapu Kokeko tōjō! Chōsen, ore-tachi no Z-waza!! | 17 novembre 2016      |
| 942 | Un étrange Pokédex !                             | よロトしく、ボク、ロトム図鑑ロト！                 | Yorotoshiku, boku, Rotomu Zukan roto                       | 24 novembre 2016      |
| 943 | Première capture à Alola, façon Ketchum !        | モクロー登場！アローラでポケモンゲットだぜ！！     | Mokurō tōjō! Arōra de Pokémon get da ze                    | 24 novembre 2016      |
| 944 | Otaquin, le plus malin des marins !              | アシマリ、がんバルーン！                           | Ashimari, ganbarūn!                                        | 1er décembre 2016     |
| 945 | Une course électrisante !                        | びりびりちくちくトゲデマル！                       | Biribiri chikuchiku Togedemaru!                            | 8 décembre 2016       |
| 946 | Ce coquin de Flamiaou !                          | 市場の風来坊ニャビー！                             | Ichiba no fūraibō Nyabī!                                   | 15 décembre 2016      |
| 947 | L'œuf mystère et le défi de Lilie !              | タマゴ係はだ〜れだ？                               | Tamago-gakari wa dāre da?                                  | 22 décembre 2016      |
| 948 | Pour dominer un dominant !                       | ぬしポケモンはデカグース！                         | Nushi Pokémon wa Dekagūsu!                                 | 5 janvier 2017        |
| 949 | Épreuve et belles aventures !                    | タマゴ係はだ〜れだ？                               | Deru ka Z-waza! Daishiren e no chōsen!!                    | 12 janvier 2017       |
| 950 | Le jeune Kiawe a une ferme !                     | サトシ、カキんちに行く！                           | Satoshi, kaki n chi ni iku!                                | 19 janvier 2016       |
| 951 | Soleil, terreur et tanière secrète !             | 課外授業はヒドイデ！？                             | Kagai jugyō wa Hidoide!?                                   | 26 janvier 2017       |
| 952 | La grande course des pancakes !                  | アローラパンケーキ大レース！                       | Arōrapankēki dai rēsu!                                     | 2 février 2017        |
| 953 | On fait connaissance !                           | 勇気の結晶、リーリエとロコン！                     | Yūki no kesshō, Rīrie to Rokon!                            | 9 février 2017        |
| 954 | Sur le plateau des griffes !                     | 爪あとの丘、イワンコとルガルガン！！               | Tsumeato no oka, Iwanko to Lugarugan!!                     | 23 février 2017       |
| 955 | Tout ce qui est petit est joli...et puissant !   | 小さな三匹、大きな冒険！！                         | Chīsana san-biki, ōkina bōken!!                            | 2 mars 2017           |
| 956 | Une énigme claire comme le cristal !             | アローラ探偵ロトム！消えたクリスタルの謎！！       | Arōra tantei rotomu! Kieta kurisutaru no nazo!!            | 9 mars 2017           |
| 957 | Un nectar de saison !                            | マジィ！？マオのお料理大作戦！                     | Maji~i! ? Mao no o ryōri dai sakusen!!                     | 16 mars 2017          |
| 958 | Face au gardien !                                | 電撃猛特訓！カプ・コケコの再戦！！                 | Dengeki mō tokkun! Kapu kokeko to no saisen!!              | 23 mars 2017          |
| 959 | Sauvetage et rencontres !                        | サトシとピカチュウ、二人の約束                     | Satoshi to Pikachū, futarinoyakusoku                       | 6 avril 2017          |
| 960 | Un voyage se termine, un autre commence !        | ニャビー、旅立ちの時！                             | Nyabby, tabidachi no toki!                                 | 6 avril 2017          |
| 961 | Une petite pelle voyageuse !                     | スコップに要注意！！！                             | Sukoppu ni yōchūi!!!                                       | 13 avril 2017         |
| 962 | Le groupe se reforme !                           | 衝撃！ダグトリオ解散！？                           | Shōgeki! Dagutorio kaisan?!                                | 20 avril 2017         |
| 963 | Portes ouvertes à Alola !                        | アローラ！はじめての授業参観！！                   | Arōra! Hajimete no jugyō sankan!!                          | 27 avril 2017         |
| 964 | Le choc des équipes !                            | クリスタル争奪戦！ロケット団対スカル団！！         | Kurisutaru sōdatsu-sen! Roketto-dan tai sukaru-dan!!       | 4 mai 2017            |
| 965 | Adieu, Chrys !                                   | さよならマーマネ！                                 | Sayonara Māmane!                                           | 11 mai 2017           |
| 966 | Un regard qui défie !                            | 出でよ！紅の眼差しルガルガン！！                   | Ide yo! Akaki manazashi Rugarugan!!                        | 18 mai 2017           |
| 967 | Tous sur le terrain, pour le Pokémon base-ball ! | 熱闘ポケベース！ねらえ逆転ホームラン！！           | Nettō Pokebēsu! Nerae gyakuten hōmuran!!                   | 25 mai 2017           |
| 968 | Tous au pays des songes !                        | ネマシュの森であなたも寝ましゅ？                   | Nemashu no mori de anata mo nemashu?                       | 8 juin 2017           |
| 969 | Un échange passionnant !                         | リーリエ、ピカチュウをかわいがってあげてね         | Rīrie, Pikachū o kawaigatte agete ne                       | 15 juin 2017          |
| 970 | La dame qui chuchote à l'oreille des Pokémon...  | ライチ登場！泣いて笑って、島クイーン！！           | Raichi tōjō! Naitewaratte, shima kuīn!!                    | 22 juin 2017          |
| 971 | Chasse au trésor à Akala !                       | お宝発見！ムーランドサーチ！！                     | Otakara hakken! Mūrando sāchi!!                            | 29 juin 2017          |
| 972 | Vaste océan et Minipoisson !                     | ヨワシ強し、池のぬし！                             | Yowashi tsuyoshi, ike no nushi!                            | 6 juillet 2017        |
| 973 | Une précieuse couronne en balade !               | 炎のバトル！ガラガラあらわる！！                   | Honō no batoru! Garagara arawaru!!                         | 20 juillet 2017       |
| 974 | Le curry des saveurs et des faveurs !            | カレーなバトル! ラランテスの舞!!                   | Karē-na batoru! Rarantesu no mai!!                         | 27 juillet 2017       |
| 975 | Épreuves et déterminations !                     | ライチの大試練! 一番ハードなポケモン勝負!!         | Raichi no dai Shiren! Ichiban Hādona Pokémon Shōbu         | 3 août 2017           |
| 976 | Debout parmi les ruines !                        | イワンコといのちの遺跡の守り神！！                 | Iwanko to inochi no iseki no mamorigami!                   | 10 août 2017          |
| 977 | Mimiqui démasqué !                               | ミミッキュのばけのかわ！                           | Mimikkyu no bake no kawa!                                  | 17 août 2017          |
| 978 | Barbara et le professeur de la forêt !           | 家出のマオとヤレユータン！                         | Iede no Mao to Yareyūtan                                   | 24 août 2017          |
| 979 | Otarlette, la star des bulles d'eau !            | アシマリ、オシャマリ、いかりのダダリン！           | Ashimari, Oshamari, ikari no Dadarin!                      | 31 août 2017          |
| 980 | Préparation d'une charge électrique !            | ダッシュ！デンヂムシ                               | Dasshu! Dendimushi                                         | 7 septembre 2017      |
| 981 | Alola, Kanto !                                   | カントーでアローラ！タケシとカスミ！！             | Kantō de Arōra! Takeshi to Kasumi!!                        | 14 septembre 2017     |
| 982 | Le choc des régions !                            | ジムバトル！Ｚワザ対メガシンカ！！                 | Jimu batoru! Z-Waza tai Mega Shinka!!                      | 21 septembre 2017     |

### Soleil et Lune: Ultra-Aventures
| No   | Titre français                                    | Titre japonais                                      | Titre japonais                                                | Date de 1re diffusion |
| No   | Titre français                                    | Kanji                                               | Rōmaji                                                        | Date de 1re diffusion |
| ---- | ------------------------------------------------- | --------------------------------------------------- | ------------------------------------------------------------- | --------------------- |
| 983  | Une rencontre de rêve !                           | サトシとほしぐも！不思議な出会い！！                | Satoshi to Hoshigumo! Fushigina deai!!                        | 5 octobre 2017        |
| 984  | Cache-cache Pokémon !                             | ほしぐもパニック！テレポートは突然に！！            | Hoshigumo panikku! Terepōto wa totsuzen ni!!                  | 12 octobre 2017       |
| 985  | Des apparences trompeuses !                       | 変身メタモン、探すんだモン！                        | Henshin Metamon, sagasundamon!                                | 19 octobre 2017       |
| 986  | Un discret avertissement !                        | グラジオとシルヴァディ！戒めの仮面！！              | Gurajio to Shiruvadi! imashime no kamen!!                     | 26 octobre 2017       |
| 987  | Les mille et une poses !                          | ゼンリョクポーズでお泊まり会！                      | Zenryoku pozu deo tomarikai!                                  | 2 novembre 2017       |
| 988  | Mission Souvenir !                                | リーリエとシルヴァディ、よみがえる記憶！            | Rīrie to Shiruvadi yomi ga eru kioku!                         | 9 novembre 2017       |
| 989  | La revanche de Saubohne !                         | ザオボーの逆襲！さらわれたほしぐも！！              | Zaobo no gyakushu! Sarawareta Hoshigumo!!                     | 16 novembre 2017      |
| 990  | Une volonté familiale !                           | がんばリーリエ！決意の家出！！                      | Ganba Ririe! Ketsui no iede!!                                 | 23 novembre 2017      |
| 991  | La révélation d'une légende !                     | 日輪の祭壇！ソルガレオ降臨！！                      | Nichirin no saidan! Sorugareo kōrin!!                         | 30 novembre 2017      |
| 992  | Un sauvetage indésirable !                        | 急げ！ルザミーネ救出大作戦！！                      | Isoge! Ruzamīne kyūshutsu dai sakusen!!                       | 7 décembre 2017       |
| 993  | Une giga raison de combattre !                    | 輝けZパワーリング！超ゼンリョクの1000まんボルト！！ | Kagayake Z pawa ringu! cho zenryoku no 1000 man boruto!!      | 14 décembre 2017      |
| 994  | Une nouvelle aventure pour les professeurs !      | ありがとうソルガレオ！俺たちのほしぐも！！          | Arigato Sorugareo! Oretachi no Hoshigumo!!                    | 21 décembre 2017      |
| 995  | Ne réveillez pas le Pokémon qui dort !            | 寝る子は強い、ネッコアラの秘密！                    | Neru ko wa tsuyoi, nekkoara no himitsu!                       | 28 décembre 2017      |
| 996  | Motisma fait de son mieux !                       | ロトム、フォルムチェンジが止まらない！              | Rotomu, forumu chenji ga tomaranai!                           | 11 janvier 2018       |
| 997  | Un amour de Vorastérie !                          | 泣かないでヒドイデ！                                | Nakanaide Hidoide!                                            | 18 janvier 2018       |
| 998  | La saveur perdue des baies douces-amères !        | マオとスイレン、にがあまメモリーズ！                | Mao soshite Suiren, Amai omoide!                              | 25 janvier 2018       |
| 999  | Un saut mémorable !                               | リーリエ飛びます！ポケゾリジャンプ大会！！          | Kūki o tsukinuketeimasu! Pokeddojanputōnamento!!              | 1er février 2018      |
| 1000 | Une mission ultra-urgente !                       | 出動！僕らのウルトラガーディアンズ！！              | Shuppatsu suru! Anata wa watashitachi no urutora gadiandesu!! | 8 février 2018        |
| 1001 | Une autre forme de Miaouss !                      | 悪のニャースはアローラニャース！？                  | Aku no nyasu wa arora nyasu!?                                 | 15 février 2018       |
| 1002 | Un rival flamboyant !                             | 燃え上がれニャビー！打倒ガオガエン！！              | Moeagare nyabby! Dato gaogaen!!                               | 22 février 2018       |
| 1003 | Sacha et Quartermac ! Le touchdown de l'amitié !! | サトシとナゲツケサル！友情のタッチダウン！！        | Satoshi to Nagetsukesaru! Yujo no Tacchidaun!!                | 1er mars 2018         |
| 1004 | Un Dresseur fait tourner les têtes !              | イリマとイーブイまイリマす！！                      | Irima to ibui ma irima su!!                                   | 8 mars 2018           |
| 1005 | Un smash en finesse !                             | スケッチでスマッシュ！激闘ポケピンポン！            | Sukecchi de sumasshu! Gekito pokepinpon!                      | 15 mars 2018          |
| 1006 | Une amitié tourbillonnante !                      | ピカピカだいすき！くるくるベベノム！！              | Pikapika dai suki! Kurukuru bebenomu!!                        | 22 mars 2018          |
| 1007 | Une passionnante expérience sur le terrain !      | お仕事体験！ポケモンセンター24時！！                | O shigoto taiken! Pokemonsenta 24 ji!!                        | 5 avril 2018          |
| 1008 | Prends ton envol, vaisseau spatial !              | 輝け星舟テッカグヤ！                                | Kagayake hoshi fune tekkaguya!                                | 12 avril 2018         |
| 1009 | Ossatueur riposte !                               | 牧場を守れ！逆襲の蒼き炎！！                        | Bokujo o mamore gyakushu no aoki hono!!                       | 19 avril 2018         |
| 1010 | La capture de Néphie !                            | シズクモ、スイレンゲットだぜ！                      | Shizukumo, daze!                                              | 26 avril 2018         |
| 1011 | Amère ou douce, telle est la question !           | パンパカパーン！燃えよマオファミリー！！            | Panpakapan! Moeyo mao famiri!!                                | 26 avril 2018         |
| 1012 | S'il vous plaît, juste un tout petit Bracelet Z ! | ロケット団の島めぐり！？Zリングをゲットせよ！！     | Rokettodan no shima meguri!? Z ringu o getto seyo!!           | 3 mai 2018            |
| 1013 | Une épreuve avant l'épreuve !                     | ちょーワルおやじはしまキング！？                    | Cho waru oyaji wa shima kingu!?                               | 10 mai 2018           |
| 1014 | Une certaine forme de paresse !                   | カプ・ブルル！ぐーたらモー特訓！！                  | Kapu-Bulul! Gu tara mō tokkun!!                               | 17 mai 2018           |
| 1015 | Une revanche éblouissante !                       | スーパー決戦！ピカチュウVSミミッキュ！！            | Sūpā kessen! Pikachū VS Mimikkyu!!                            | 24 mai 2018           |
| 1016 | Les vertus de la colère !                         | クチナシの大試練！ルガルガン覚醒！！                | Kuchinashi no dai shiren! Lugarugan kakusei!!                 | 31 mai 2018           |
| 1017 | Un spectacle sans précédent !                     | 激突ウルトラビースト！ドンドンバチバチ大作戦！！    | Gekitotsu urutorabīsuto! Dondonbachibachi dai sakusen!!       | 7 juin 2018           |
| 1018 | Une pluie de Météno et d'amitié !                 | メテノとベベノム、星空に消えた約束！                | Meteno to bevenom, hoshizora ni kieta yakusoku!               | 14 juin 2018          |
| 1019 | Un défi en sous-sol !                             | サンドの嵐！氷穴のダブルバトル！！                  | Sando no arashi! Kori ana no daburu batoru!!                  | 28 juin 2018          |
| 1020 | La naissance d'une Flamme Royal !                 | アローラの若き炎！ロイヤルサトシ誕生！！            | Arora no wakaki hono! Roiyaru Satoshi tanjo!!                 | 5 juillet 2018        |
| 1021 | Une évolution dansante !                          | ダンスダンスで進化せんか？                          | Dansu dansu de shinka sen ka?                                 | 19 juillet 2018       |
| 1022 | Professeur, vous avez rétréci les Dresseurs !     | サトシ、ちいさくなる                                | Satoshi, chīsaku naru                                         | 26 juillet 2018       |
| 1023 | Un petit dessin et beaucoup d'amour !             | 家族のカタチ、ベベノムのキモチ！                    | Kazoku no katachi, bebenomu no kimochi!                       | 2 août 2018           |
| 1024 | Un tremplin inattendu !                           | トンデノボッテ、ツンデツンデ！                      | Toned no botte, Tundetunde!                                   | 9 août 2018           |
| 1025 | Bienvenue au paradis !                            | ココにきめた！ポケモン湯けむりパラダイス！          | Koko ni kimeta! Pokemon yukemuri paradaisu!                   | 16 août 2018          |
| 1026 | Quand les ténèbres envahissent la lumière !       | アローラの危機！かがやきを喰らう闇！                | Arōra no kiki! Kagayaki o kurau yami!                         | 23 août 2018          |
| 1027 | Tous unis sous la pleine lune !                   | ルナアーラ対UB:BLACK！満月の戦い！！                | Runaāra tai UB: Burakku! Mangetsu no tatakai!!                | 30 août 2018          |
| 1028 | Le prisme entre la lumière et les ténèbres !      | 光と闇のプリズム、その名はネクロズマ！！            | Hikari to yami no purizumu, sononaha nekurozuma!!             | 6 septembre 2018      |
| 1029 | Pour protéger l'avenir !                          | 未来へつなげ！かがやきさまの伝説！！                | Mirai e tsunage! Kagayaki-sama no densetsu!!                  | 13 septembre 2018     |
| 1030 | Des Pikachu partout !                             | 大量発生チュウ！ピカチュウのたに！！                | Tairyō Hassei-chū! Pikachu no Tani!!                          | 7 octobre 2018        |
| 1031 | Derrière le masque !                              | ククイ絶体絶命！もう一人のロイヤルマスク！！        | Kukui Zettai Zetsumei! Mōhitori no Royal Mask!!               | 14 octobre 2018       |

### Soleil et Lune: Ultra-Légendes
| No   | Titre français                                         | Titre japonais                                   | Titre japonais                                       | Date de 1re diffusion |
| No   | Titre français                                         | Kanji                                            | Rōmaji                                               | Date de 1re diffusion |
| ---- | ------------------------------------------------------ | ------------------------------------------------ | ---------------------------------------------------- | --------------------- |
| 1032 | Le sceptre de Lilila !                                 | 勇者リリエルとアローラの杖！                     | Yūsha Lilieru to Alola no Tsue!                      | 21 octobre 2018       |
| 1033 | Bienvenue dans la maison hantée !                      | ゴーストポケモン大集合！みんなのお化け屋敷！！   | Ghost Pokémon Daishūgō! Minna no Obakeyashiki!!      | 28 octobre 2018       |
| 1034 | Une confusion étincelante !                            | ヴェラ火山、ゴローンゴローニャやまおとこ！       | Wera Kazan, Golone Golonya Yamaotoko!                | 4 novembre 2018       |
| 1035 | Le Nounourson des légendes !                           | ロケット団とヌイコグマ                           | Rocket-dan to Nuikoguma!                             | 11 novembre 2018      |
| 1036 | On retourne chaque pierre !                            | 匠のフクスロー！！！眠りのモクローzzz            | Takumi no Fukuthrow!!! Nemuri no Mokuroh zzz         | 18 novembre 2018      |
| 1037 | Motisma devant les caméras !                           | コンビ解散！？サトシとロトム                     | Combi Kaisan!? Satoshi to Rotom                      | 25 novembre 2018      |
| 1038 | Nous savons où tu vas, Évoli !                         | イーブイどこいくの？あのコに会いにどこまでも！   | Eievui, Doko Iku no? Ano Ko ni Ai ni Dokomade mo!    | 2 décembre 2018       |
| 1039 | Combattre l'ennemi intérieur !                         | 風を断つ稲妻！その名はゼラオラ！！               | Arashi o Tatsu Inazuma! Sono Na wa Zeraora!!         | 9 décembre 2018       |
| 1040 | Des amitiés parallèles !                               | 放て！友情のツインスパーキングギガボルト！！     | Hanate! Yūjō no Twin Sparking Gigavolt!!             | 16 décembre 2018      |
| 1041 | Alola, Alola !                                         | アローラでアローラ！タケシとカスミ！             | Alola de Alola! Takeshi to Kasumi!!                  | 23 décembre 2018      |
| 1042 | Cœur de feu, cœur de pierre !                          | 岩をも砕く熱きハート！ライチとタケシ！！         | Iwa o mo Kudaku Atsuki Heart! Lychee to Takeshi!!    | 6 janvier 2019        |
| 1043 | Une découverte potagère qui ne manque pas de piquant ! | ポニ島の自由研究！しまキングをさがせ！！         | Poni-jima no Jiyūkenkyū! Shima King o Sagase!!       | 13 janvier 2019       |
| 1044 | L'affrontement des Lougaroc !                          | ルガルガン決戦！サトシVSグラジオ！！             | Lugarugan Kessen! Satoshi VS Glazio!!                | 20 janvier 2019       |
| 1045 | Le canyon de l'Évolution !                             | 海あり谷あり！ポケモン進化大特訓！！             | Umi ari Tani ari! Pokémon Shinka Daitokkun!!         | 27 janvier 2019       |
| 1046 | Une épreuve inattendue !                               | 走れカキ！己を超えて！！                         | Hashire Kaki! Onore o Koete!!                        | 3 février 2019        |
| 1047 | Un brouillard de souvenirs !                           | カプ・レヒレの霧の中で                           | Kapu-Rehire no Kiri no Naka de                       | 10 février 2019       |
| 1048 | Un beau début !                                        | しまクイーン誕生！サトシの大試練！！             | Shima Queen Tanjō! Satoshi no Daishiren!!            | 17 février 2019       |
| 1049 | Une petite balle capricieuse !                         | ポケゴルフでホールインワン！                     | Pokégolf de Hole-in-one!                             | 24 février 2019       |
| 1050 | Les mangeurs de métal !                                | アローラ上陸！タルタルメタルパニック！！         | Alola Jōriku! Tarutaru Metal Panic!!                 | 3 mars 2019           |
| 1051 | Qui a vu Meltan ?                                      | 新種発見！メルタン、ゲットだぜ！！               | Shinshu Hakken! Meltan, Get da ze!!                  | 10 mars 2019          |
| 1052 | Un moment magi...carpe !                               | 新番組！？小さなコイキングのメロディ             | Shinbangumi!? Chiisana Koiking no Melody             | 17 mars 2019          |
| 1053 | La beauté du cristal !                                 | ビューティー・アンド・ニャース！                 | Beauty and Nyarth!                                   | 24 mars 2019          |
| 1054 | Créateurs et destructeurs !                            | 破壊の帝王グズマ！                               | Hakai no Teiō Guzma!                                 | 31 mars 2019          |
| 1055 | La princesse mystérieuse !                             | リーリエと秘密の機巧姫！                         | Lilie to Himitsu no Karakuri Hime!                   | 7 avril 2019          |
| 1056 | Les Pokémon que le vent emporte...                     | シェイミ、メルタン、ナギサ！迷子の探検隊！！     | Shaymin, Meltan, Nagisa! Maigo no Tankentai!!        | 14 avril 2019         |
| 1057 | Le rock du dernier étage !                             | 最上階を目指せ！爆音のドラゴンジム！！           | Saijōkai o Mezase! Bakuon no Dragon Gym!!            | 21 avril 2019         |
| 1058 | Une course mémorable !                                 | 超速のクワガノン！マーマネ覚醒！！               | Chōsoku no Kuwagannon! Māmane Kakusei!!              | 28 avril 2019         |
| 1059 | Un visiteur de l'océan !                               | スイレン、カイオーガを釣る！？                   | Suiren, Kyogre o Tsuru!?                             | 5 mai 2019            |
| 1060 | La recette du succès !                                 | マオ奮闘！森のポケモンカフェ！！                 | Mao Funtō! Mori no Pokémon Café!!                    | 12 mai 2019           |
| 1061 | Un Pokémon très convoité...                            | 監視します！ロケット団アローラのすがた！！       | Kanshi shimasu! Rocket-dan Alola no Sugata!!         | 19 mai 2019           |
| 1062 | Les défis du camp d'entraînement Z                     | Zワザを極めろ！灼熱のカキ合宿！！                | Z waza o Kiwamero! Shakunetsu no Kaki Gasshuku!!     | 26 mai 2019           |
| 1063 | Une vie sur un fil tranchant                           | 切れ味バツグン！カミツルギ見参！！               | Kireaji Batsugun! Kamitsurugi Kenzan!!               | 2 juin 2019           |
| 1064 | Une rencontre intemporelle                             | サトシ、時を超えた出会い！                       | Satoshi, Toki o Koeta Deai!                          | 9 juin 2019           |
| 1065 | La super aventure de Pikachu                           | ピカチュウのドキドキ探検隊！                     | Pikachu no Dokidoki Tankentai!                       | 16 juin 2019          |
| 1066 | De vieux souvenirs et de nouveaux rêves                | グラジオとリーリエ！父の幻影を追って！！         | Glazio to Lilie! Chichi no Gen’ei o Otte!!           | 23 juin 2019          |
| 1067 | La ligue attaquée et défendue                          | 開幕！アローラポケモンリーグ！！                 | Kaimaku! Alola Pokémon League!!                      | 30 juin 2019          |
| 1068 | Une bataille royale à 151                              | 大乱闘！バトルロイヤル151！！                    | Dairantō! Battle Royale 151!!                        | 7 juillet 2019        |
| 1069 | Combats entre amis                                     | マオとスイレン！                                 | Mao to Suiren! Yūjō no Zenryoku Battle!!             | 14 juillet 2019       |
| 1070 | Amour et vérité dans la zone de combat                 | ムサシVSコジロウ！愛と真実のバトルフィールド！！ | Musashi VS Kojirō! Ai to Shinjitsu no Battle Field!! | 21 juillet 2019       |
| 1071 | L'imitation est la forme la plus sincère de stratégie  | ジュナイパーを攻略せよ！                         | Junaiper o Kōryaku seyo!                             | 28 juillet 2019       |
| 1072 | Un combat à coups d'ailes                              | 鳥上決戦！ブレイブバードVSゴッドバード！！       | Chōjō Kessen! Brave Bird VS God Bird!!               | 4 août 2019           |
| 1073 | En route pour les demi-finales                         | みんなゼンリョク！準決勝への道！！               | Minna Zenryoku! Junkesshō e no Michi!!               | 11 août 2019          |
| 1074 | Un étonnant quatuor                                    | 準決勝！カキVSグラジオ！！                       | Junkesshō! Kaki VS Glazio!!                          | 18 août 2019          |
| 1075 | Jusqu'au bout de la colère...                          | 燃え上がる炎！ライバルはひとりじゃない！！       | Moeagaru Honō! Rival wa Hitori ja nai!!              | 25 août 2019          |
| 1076 | La sagesse d'éviter la fuite...                        | 無敗の帝王グズマ！                               | Muhai no Teiō Guzma!                                 | 1er septembre 2019    |
| 1077 | Les rivaux de la grande finale !                       | 決勝戦！最強ライバル対決！！                     | Kesshōsen! Saikyō Rival Taiketsu!!                   | 8 septembre 2019      |
| 1078 | Place au Maître !                                      | 誕生！アローラの覇者！！                         | Tanjō! Alola no Hasha!!                              | 15 septembre 2019     |
| 1079 | Un festival de capacités Z !                           | アクジキング襲来！Zワザ大決戦！！                | Akuziking Shūrai! Z-waza Daikessen!!                 | 22 septembre 2019     |
| 1080 | Bas les masques !                                      | ファイナルバトル！サトシ対ククイ！！             | Final Battle! Satoshi tai Kukui!!                    | 29 septembre 2019     |
| 1081 | Un combat à nulle autre pareil !                       | 燃える！みなぎる！！フルバトル！！！             | Moeru! Minagiru!! Full Battle!!!                     | 6 octobre 2019        |
| 1082 | Des surprises flamboyantes !                           | 決着！ガオガエンVSニャヒート！！                 | Ketchaku! Gaogaen VS Nyaheat!!                       | 13 octobre 2019       |
| 1083 | Une capacité légendaire !                              | アローラ最強のZ！カプ・コケコVSピカチュウ！！    | Alola Saikyō no Z! Kapu-Kokeko VS Pikachu!!          | 20 octobre 2019       |
| 1084 | Les rêves du soleil et de la lune !                    | 太陽と月と、みんなの夢！                         | Taiyō to Tsuki to, Minna no Yume!                    | 27 octobre 2019       |
| 1085 | Merci, Alola ! Et le voyage continue !                 | ありがとうアローラ！それぞれの旅立ち！！         | Arigatō Alola! Sorezore no Tabidachi!!               | 3 novembre 2019       |

### Note
1. ↑  Un seul épisode a été censuré.